# バジーリオ
バジーリオ（伊: Basiglio）は、イタリア共和国ロンバルディア州ミラノ県にある、人口約7,900人の基礎自治体（コムーネ）。

## 地理

### 位置・広がり

#### 隣接コムーネ
隣接するコムーネは以下の通り。
- ラッキアレッラ
- ピエーヴェ・エマヌエーレ
- ロッツァーノ
- ジービド・サン・ジャコモ

### 地震分類
イタリアの地震リスク階級 (it) では、3 に分類される
。

## 行政

### 分離集落
バジーリオには、以下の分離集落（フラツィオーネ）がある。
- Cascina Colombaia, Cascina Vione, Romano Paltano (Milano 3)